# Quyết đoán

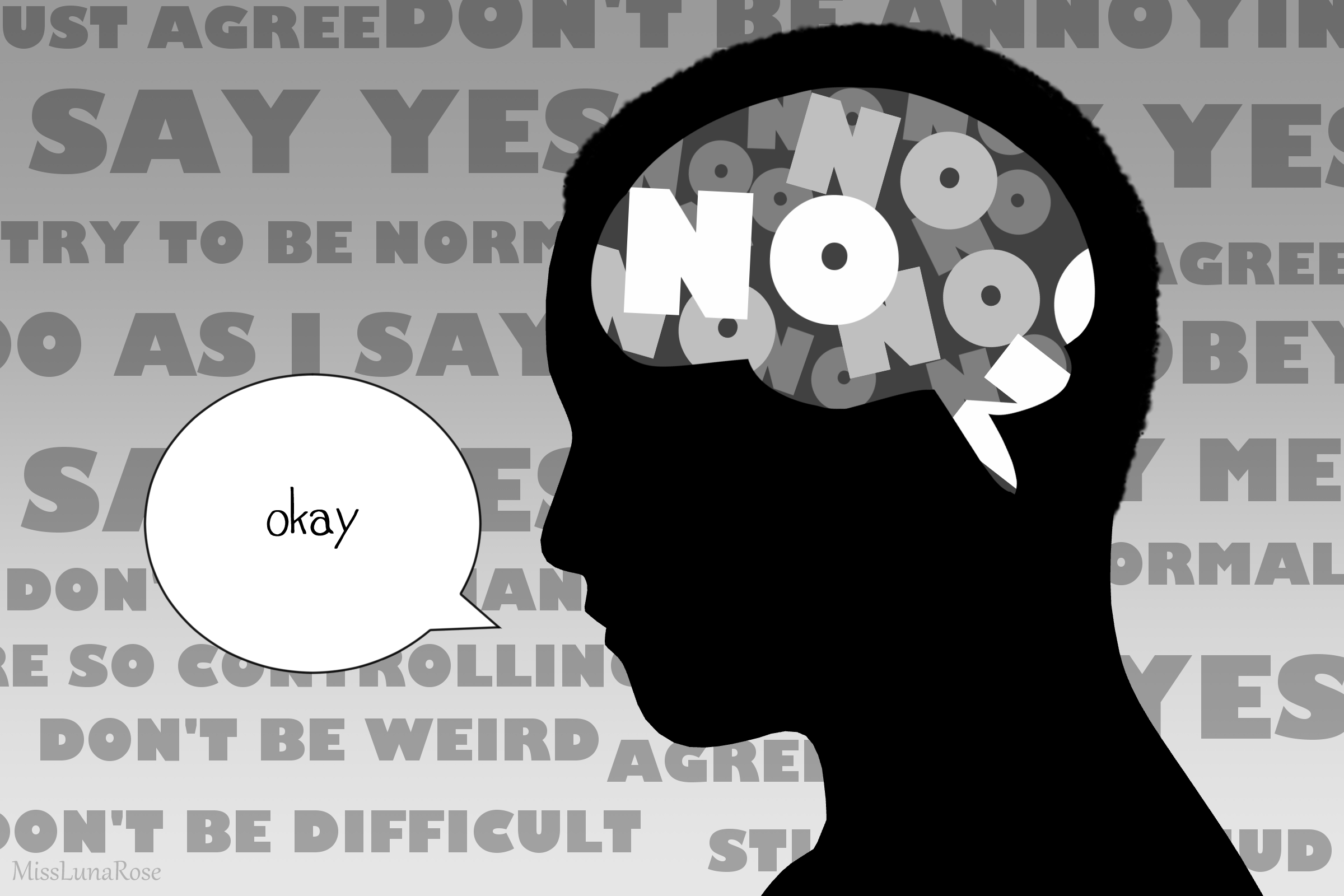
Suy nghĩ quyết đoán

Quyết đoán (Assertiveness) là phẩm chất tự tin và tự chủ để thể hiện, ra quyết định và bảo vệ lập trường, quan điểm, chính kiến một cách quyết liệt nhưng không đến mức hung hăng. Sự quyết đoán còn là kỹ năng giao tiếp, thể hiện khả năng của một người trong việc diễn đạt suy nghĩ, cảm xúc, nhu cầu và quyền lợi của bản thân một cách trung thực, rõ ràng, trực tiếp và tự tin, đồng thời vẫn tôn trọng quyền và quan điểm của người khác. Trong lĩnh vực tâm lý học và liệu pháp tâm lý, đây là một kỹ năng có thể học được và là một phương thức giao tiếp hiệu quả liên quan đến khả năng bày tỏ ý kiến, nhu cầu một cách tự tin, tôn trọng, không xâm phạm người khác. Theo Từ điển Y khoa Dorland định nghĩa sự quyết đoán là một dạng hành vi với đặc trưng là tuyên bố chắc nịch hoặc khẳng khái khi nêu chính kiến một cách tự tin, dõng dạc, quả quyết mà không cần bằng chứng, điều này khẳng định quyền và quan điểm của mình mà không gây hấn đe dọa đến quyền của người khác, cũng như không khuất phục, không đê người khác phớt lờ hoặc phủ nhận quyền và quan điểm của mình, sự quyết đoán giúp một người đứng vững trên lập trường của mình mà không cần phải nhượng bộ một cách thụ động hay lấn át, công kích người khác một cách hung hăng.

## Đặc trưng
Những người quyết đoán thường có những đặc điểm về phẩm chất và khả năng như họ cảm thấy thoải mái khi thể hiện cảm xúc, suy nghĩ và mong muốn của mình, họ "cũng có khả năng bắt đầu và duy trì các mối quan hệ thoải mái với người khác", họ biết rõ quyền của mình, họ kiểm soát được cơn giận, điều này không có nghĩa là họ kìm nén cảm xúc này. Nó có nghĩa là họ kiểm soát cơn giận và nói về nó một cách lý trí và "Những người quyết đoán... sẵn sàng thỏa hiệp với người khác, thay vì lúc nào cũng muốn theo ý mình... và có xu hướng có lòng tự trọng tốt". Quyết đoán khác với võ đoán, tức là đưa ra nhận định, phán đoán, kết luận thiếu căn cứ, hồ đồ, tùy tiện, chủ quan, duy ý chí, bất chấp thực tế thường là để kết luận nhanh chóng, hoặc vì sự cố chấp, bảo thủ. Võ đoán dẫn đến hồ đồ, là sự thiếu suy nghĩ chín chắn, nông nổi, không tỉnh táo, liều lĩnh, bất cần và dễ mắc sai lầm do sự thiếu cẩn trọng hoặc hiểu biết không đầy đủ. Một người hồ đồ thường hành động vội vàng, bồng bột, không cân nhắc kỹ lưỡng hậu quả. Quyết đoán cũng khác với độc đoán, là việc đặt ý kiến, quyền lực của mình lên người khác, không tôn trọng ý kiến người khác, thiếu lắng nghe và thấu hiểu. Người độc đoán thường không chấp nhận sự khác biệt, luôn muốn kiểm soát và quyết định mọi việc theo ý mình, bất chấp quyền lợi hay cảm xúc của người khác. Là một phong cách và chiến lược giao tiếp, sự quyết đoán được phân biệt với cả sự hung hăng và thụ động. Cách mọi người xử lý ranh giới cá nhân, bao gồm cả ranh giới của bản thân và của người khác, giúp phân biệt ba khái niệm này. Những người giao tiếp thụ động thường không cố gắng gây ảnh hưởng đến bất kỳ ai khác vì họ lo sợ xung đột xã hội.

## Rèn luyện
Sự quyết đoán là một kỹ năng giao tiếp có thể được dạy và các kỹ năng giao tiếp quyết đoán có thể được học một cách hiệu quả. Sự quyết đoán là một phương pháp tư duy phản biện, trong đó một cá nhân lên tiếng để bảo vệ quan điểm của mình hoặc khi đối mặt với thông tin sai lệch. Người quyết đoán có khả năng nói "không" khi cần, đưa ra yêu cầu một cách rõ ràng và bảo vệ ranh giới cá nhân mà không gây hấn hay thụ động. Ngoài ra, những người quyết đoán có khả năng thẳng thắn, phân tích thông tin và chỉ ra những điểm thông tin thiếu nội dung, chi tiết hoặc bằng chứng. Do đó, có thể thấy rằng sự quyết đoán hỗ trợ tư duy sáng tạo và giao tiếp hiệu quả. Việc rèn luyện tính quyết đoán giúp tăng cường lòng tự trọng và sự tự tin, giảm bớt căng thẳng, lo âu và cảm giác bị áp lực, phẩm chất quyết đoán ("dám nghĩ, dám làm, dám chịu trách nhiệm", "kiên định với mục tiêu") đã luôn được đánh giá cao. Joseph Wolpe ban đầu đã khám phá việc sử dụng sự quyết đoán như một phương tiện "ức chế qua lại" đối với sự lo lắng, trong cuốn sách năm 1958 của ông về điều trị chứng loạn thần kinh; và kể từ đó, nó thường được sử dụng như một biện pháp can thiệp trong liệu pháp hành vi. Đào tạo về tính quyết đoán được giới thiệu bởi Andrew Salter (1961) và được phổ biến bởi Joseph Wolpe. Niềm tin của Wolpe là một người không thể vừa quyết đoán vừa lo lắng cùng một lúc, và do đó, việc quyết đoán sẽ ức chế sự lo lắng. 